# Marisa Tomei
Marisa Tomei (* 4. prosince 1964, Brooklyn, New York, USA) je americká herečka, sestra herce Adama Tomeie, držitelka Ceny americké filmové akademie Oscar za nejlepší vedlejší roli ve snímku Můj bratranec Vinny z roku 1992. Na Oscara byla poté nominována ještě dvakrát, poprvé se tak stalo za snímek V ložnici z roku 2001, podruhé za film Wrestler z roku 2008.
Po rodičích je italského původu, její otec byl právník, matka učitelka angličtiny, od dětství ráda hraje divadlo. Po středoškolských studiích, během kterých absolvovala herecké a taneční kurzy, studovala na Bostonské univerzitě posléze i na Newyorské univerzitě, která nedokončila, se začala věnovat pouze herectví. Divadlo hrála profesionálně nejen v USA, ale i ve Velké Británii. V roce 1986 získala svoji první významnou divadelní cenu Theater World Award, stalo se tak v době kdy byla členkou newyorského divadelního souboru Naked Angels Theater Company.

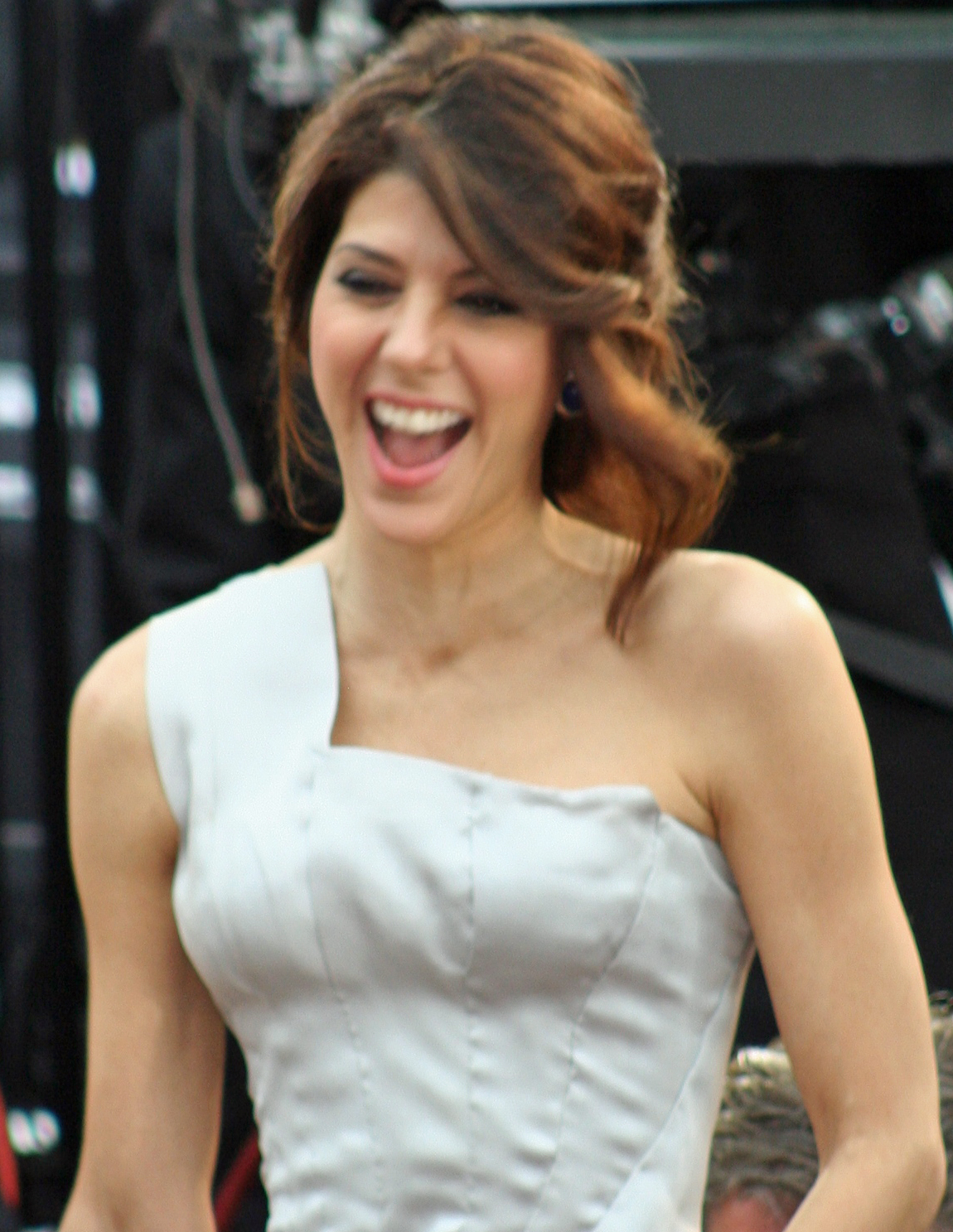
Marisa Tomei na 81. ročníku vyhlašování Cen americké Akademie filmých umění a věd Oscar v únoru 2009

Ačkoliv ve filmu a v televizi se objevila již v dětství, začínala hrát až v roce 1984 různé větší či menší role a to jak v televizních seriálech tak i v komerčně zaměřených filmech a komediích, kde větší úspěchy zaznamenala především v televizních sitcomech. Faktickou průlomovou rolí se pro ni stal až snímek Můj bratranec Vinny z roku 1992.

## Filmografie

### Film
| Rok  | Název                           | Role                  | Poznámky            |
| ---- | ------------------------------- | --------------------- | ------------------- |
| 1984 | Flamingo Kid                    | Mandy                 |                     |
| 1984 | Toxický mstitel                 | dívka                 |                     |
| 1986 | Rockový hotel                   | Tracy                 |                     |
| 1991 | Oscar                           | Lisa Provolone        |                     |
| 1991 | Zandalee                        | Remy                  |                     |
| 1992 | Můj bratranec Vinny             | Mona Lisa Vito        |                     |
| 1992 | Equinox - den zúčtování         | Rosie Rivers          |                     |
| 1992 | Chaplin                         | Mabel Normand         |                     |
| 1993 | Nezkrotné srdce                 | Caroline              |                     |
| 1994 | Italské námluvy                 | Faith Corvatch        |                     |
| 1994 | Noviny                          | Martha Hackett        |                     |
| 1995 | Perezovi                        | Dorita Evita Perez    |                     |
| 1995 | Čtyři pokoje                    | Margaret              |                     |
| 1996 | Hvězdy na zemi                  | Monica Warren         |                     |
| 1997 | A Brother's Kiss                | Missy                 |                     |
| 1997 | Vítejte v Sarajevu              | Nina                  |                     |
| 1998 | Brloh v Beverly Hills           | Rita Abromowitz       |                     |
| 2000 | Happy Accidents                 | Ruby Weaver           |                     |
| 2000 | Sleduje tě vrah!                | Dr. Polly Beilman     |                     |
| 2000 | Po čem ženy touží               | Lola                  |                     |
| 2000 | King of the Jungle              | detektiv Costello     |                     |
| 2000 | Dirk and Betty                  | Paris                 |                     |
| 2001 | V ložnici                       | Natalie Strout        |                     |
| 2001 | Animální přitažlivost           | Liz                   |                     |
| 2002 | Thornberryovi na cestách        | Bree Blackburn (hlas) |                     |
| 2002 | Polibkem to začíná              | Paula                 |                     |
| 2002 | Guru                            | Lexi                  |                     |
| 2003 | Kurs sebeovládání               | Linda                 |                     |
| 2004 | Zlatíčko                        | Julie                 |                     |
| 2005 | Miláček                         | Sybil Hamilton        |                     |
| 2005 | Škola tance a šarmu             | Meredith Morrison     |                     |
| 2005 | Faktótum                        | Laura                 |                     |
| 2006 | Danika                          | Danika Merrick        |                     |
| 2007 | Grace už není                   | žena v bazénu         |                     |
| 2007 | Divočáci                        | Maggie                |                     |
| 2007 | Než ďábel zjistí, že seš mrtvej | Gina Hanson           |                     |
| 2008 | Válka a. s.                     | Natalie Hegalhuzen    |                     |
| 2008 | Wrestler                        | Cassidy / Pam         |                     |
| 2010 | Cyrus                           | Molly Fawcett         |                     |
| 2010 | Machři                          | divačka               | Cameo               |
| 2011 | Obhájce                         | Maggie McPherson      |                     |
| 2011 | Ďáblova ruka                    | Honey Foster          |                     |
| 2011 | Bláznivá, zatracená láska       | Kate Tafferty         |                     |
| 2011 | Den zrady                       | Ida Horowicz          |                     |
| 2012 | Inescapable                     | Fatima                |                     |
| 2012 | Rodičovský manuál               | Alice Simmons         |                     |
| 2014 | Ta zvláštní láska               | Kate Hull             |                     |
| 2014 | Učitelem z nouze                | Holly Carpenter       |                     |
| 2014 | Profesionální flákači           | Gigi                  |                     |
| 2015 | Spare Parts                     | Gwen Kolinsky         |                     |
| 2015 | Vykolejená                      | majitelka psa         |                     |
| 2015 | Trable o Vánocích               | Emma                  |                     |
| 2015 | Sázka na nejistotu              | Cynthia Baum          |                     |
| 2016 | Captain America: Občanská válka | May Parker            |                     |
| 2017 | Spider-Man: Homecoming          | May Parker            |                     |
| 2017 | Laboratory Conditions           | Emma Holloway         | krátkometrážní film |
| 2018 | První očista                    | Dr. May Updale        |                     |
| 2018 | After Everything                | Dr. Lisa Harden       |                     |
| 2018 | Behold My Heart                 | Margaret Lang         |                     |
| 2019 | Avengers: Endgame               | May Parker            |                     |
| 2019 | We Hate Kids                    | Christine Hurley      |                     |
| 2019 | Spider-Man: Daleko od domova    | May Parker            |                     |
| 2019 | Human Capital                   | Carrie                |                     |
| 2019 | Frankie                         | Irene                 |                     |
| 2020 | The King of Staten Island       | Margie                |                     |
| 2021 | Spider-Man: Bez domova          | May Parker            |                     |
| 2022 | Delia's Gone                    | Fran                  |                     |
| —    | Sweet Girl                      | —                     |                     |

### Televize
| Rok  | Název                                 | Role                   | Poznámky                                          |
| ---- | ------------------------------------- | ---------------------- | ------------------------------------------------- |
| 1984 | As the World Turns                    | Marcy Thompson         | 2 díly                                            |
| 1987 | ABC Afterschool Special               | Noelle Crandall        | díl: „Supermom's Daughter“                        |
| 1987 | Detektiv v sukních                    | Donna Ricci            | pilotní díl                                       |
| 1987 | A Different World                     | Maggie Lauten          | 21 dílů                                           |
| 1990 | Parker Krane                          | April Haynes           | TV film                                           |
| 1994 | Saturday Night Live                   | Host                   | díl: „Marisa Tomei/Bonnie Raitt"“                 |
| 1996 | Show Jerryho Seinfelda                | Samu sebe              | díl: „The Cadillac"“                              |
| 1998 | "Sladká" pomsta                       | Tori                   | TV film, neuvedena v titulcích                    |
| 1998 | Má země                               | Mattie Vines           | TV film                                           |
| 1998 | Jenom láska                           | Evie Webster Josephson | TV film                                           |
| 2001 | Jenifer                               | Nina Capelli           | TV film                                           |
| 2003 | Simpsonovi                            | Sara Sloane (hlas)     | díl: „Kráska a soused“                            |
| 2006 | Zachraň mě                            | Angie Gavin            | 4 díly                                            |
| 2007 | The Rich Inner Life of Penelope Cloud | Penelope Cloud         | TV film                                           |
| 2012 | Comedy Bang! Bang!                    | Samu sebe              | díl: „Ed Helms Wears A Grey Shirt & Brown Boots"“ |
| 2015 | Empire                                | Mimi Whiteman          | 5 díly                                            |
| 2018 | Příběh služebnice                     | Paní O'Conner          | díl: „Unwomen“                                    |
| 2019 | Live in Front of a Studio Audience    | Edith Bunker           | TV speciál                                        |
| 2020 | Sarah Cooper: Everything's Fine       | Satan                  | TV speciál                                        |

### Divadlo
- 1986: Daughters jako Cetta
- 1987: Beirut jako Blue
- 1989: What The Butler Saw jako Geraldine Barclay
- 1992: The Comedy of Errors jako Adriana (Delacorte Theater, Central Park, New York)
- 1994: Slavs! jako Katherine Serafima Gleb
- 1996: Dark Rapture jako Julie
- 1996: Demonology jako Gina
- 1998: Wait Until Dark jako Susy Hendrix (Broadway)
- 2003: Salomé jako Salome (Broadway)
- 2008: Top Girls jako Isabella Bird/Joyce/Mrs. Kidd (Broadway)
- 2011: Marie and Bruce jako Marie
- 2014: The Realistic Joneses jako Pony Jones (Broadway)
- 2016: The Rose Tattoo jako Serafina (Williamstown Theatre Festival)
- 2017: How to Transcend a Happy Marriage jako Sarah Ruhl
- 2019: The Rose Tattoo jako Serafina Delle Rose (Broadway)